# 丹波市立春日歴史民俗資料館
丹波市立春日歴史民俗資料館（たんばしりつかすがれきしみんぞくしりょうかん）は、兵庫県丹波市にある博物館。

## 概要
1981年11月1日に弥生時代の銅鐸が兵庫県氷上郡春日町（現丹波市）内の野々間遺跡で発見されたことがきっかけとなって、春日町に関する歴史資料と文化遺産の収集・保存・展示を目的とし春日町歴史民俗資料館として開設された施設である。
「大むかしの春日」、「けむり立つ春部の里」、「中世の春日」、「近世・近代の春日」を展示テーマとする。

## 主な展示品
- 野々間遺跡1号銅鐸・外縁付鈕II式4区袈裟襷文銅鐸 - 高さ20.8cm、1981年11月1日出土。兵庫県指定文化財。
- 野々間遺跡2号銅鐸・扁平鈕式4区袈裟襷文銅鐸 - 高さ21.1cm、1981年12月23日出土。テラス状の穴に埋納された状態で出土したことで、これまで不明であった銅鐸の埋納状況が明らかになったという考古学上重要な意義をもつ発見とされる。兵庫県指定文化財。

## 利用情報
- 開館時間 - 9時 - 17時（入館は16時30分まで）
- 休館日 - 月曜（月曜が祝日の場合は翌日）、12月29日 - 1月3日、臨時休館あり、平日要予約（当日予約不可）
- 所在地 - 〒669-41兵庫県丹波市春日町黒井496-2
- ひょうごっ子ココロンカードの対象施設になっている。

## 交通アクセス
- 福知山線 黒井駅 徒歩5分

## 周辺情報
- 丹波市立春日郷土資料館（隣接）
- 黒井城
- 興禅寺
- 兵主神社
- 道の駅丹波おばあちゃんの里
- 兵庫県立氷上高等学校